# Быков, Василь Владимирович
Васи́ль Влади́мирович Бы́ков (бел. Васі́ль Уладзі́міравіч Бы́каў; 19 июня 1924, Бычки Ушачского района Витебской области — 22 июня 2003, Боровляны) — советский и белорусский писатель, общественный деятель, депутат Верховного Совета БССР 9—11 созывов, участник Великой Отечественной войны, член Союза писателей СССР.
Герой Социалистического Труда (1984). Народный писатель Белорусской ССР (1980). Лауреат Ленинской премии (1986). Лауреат Государственной премии СССР (1974). Лауреат Государственной премии Белорусской ССР (1978). Большинство его произведений — повести, действие которых происходит во время Великой Отечественной войны и в которых показан нравственный выбор человека в наиболее драматичные моменты жизни. Василь Быков — один из крупнейших представителей «лейтенантской прозы».

## Биография
Родился 19 июня 1924 года в деревне Бычки Ушачского района Витебской области БССР в крестьянской семье. С детства увлекался рисованием. Окончил 7 классов школы в деревне Кубличи, затем учился на скульптурном отделении Витебского художественного училища (1939—1940), которое оставил из-за отмены стипендий, и в школе ФЗО (до мая 1941 года). В июне 1941 года экстерном сдал экзамены за среднюю школу.
Великая Отечественная война застала его на территории Украины, где он участвовал в оборонных работах. Во время отступления в Белгороде он отстал от своей колонны и был арестован, Быкова чуть не расстреляли как немецкого шпиона.  Зимой 1941—1942 годов жил на станции Салтыковка и в городе Аткарске Саратовской области, учился в железнодорожной школе.

Призван в армию летом 1942 года, окончил курс Саратовского пехотного училища. Осенью 1943 года с окончанием военного училища присвоено воинское звание младший лейтенант. Участвовал в боях за освобождение городов Кривой Рог, Александрия, Знаменка. Во время Кировоградской операции ранен в ногу и живот (по ошибке был записан как погибший); события после ранения послужили основой повести «Мёртвым не больно». В начале 1944 года три месяца находился в госпитале. Затем участвовал в Ясско-Кишинёвской операции по освобождению Молдавии от немецко-фашистских захватчиков и выводу Румынии из войны. С действующей армией прошёл по Болгарии, Венгрии, Югославии, Австрии; лейтенант, командир взвода полковой, затем армейской артиллерии. О войне в книге воспоминаний «Долгая дорога домой» (2002) вспоминал так:
Предчувствую сакраментальный вопрос про страх: боялся ли? Конечно, боялся, а, может, порой и трусил. Но страхов на войне много, и они все разные. Страх перед немцами — что могли взять в плен, застрелить; страх из-за огня, особенно артиллерийского или бомбёжек. Если взрыв рядом, так, кажется, тело само, без участия разума, готово разорваться на куски от диких мук. Но был же и страх, который шёл из-за спины — от начальства, всех тех карательных органов, которых в войну было не меньше, чем в мирное время. Даже больше.
После демобилизации СССР жил в Гродно (с 1947 года). Печатался с 1947 года, работал в мастерских, а также в редакции областной газеты «Гродненская правда» (до 1949 года). В период с 1949 по 1955 год снова служил в Советской Армии ВС СССР, в 1955 году окончательно уволился в запас в  звании майор. С 1955 года по 1972 год вновь работал в «Гродненской правде». С 1959 года член Союза писателей СССР. В 1972—1978 годах — секретарь Гродненского отделения Союза писателей Белорусской ССР. Имя Быкова фигурировало в списке подписавших Письмо группы советских писателей в редакцию газеты «Правда» 31 августа 1973 года о Солженицыне и Сахарове, однако сам он позже отрицал своё участие в этом письме.
В 1978 году переехал в Минск. Избирался депутатом Верховного Совета Белорусской ССР в 1978—1989 годах.

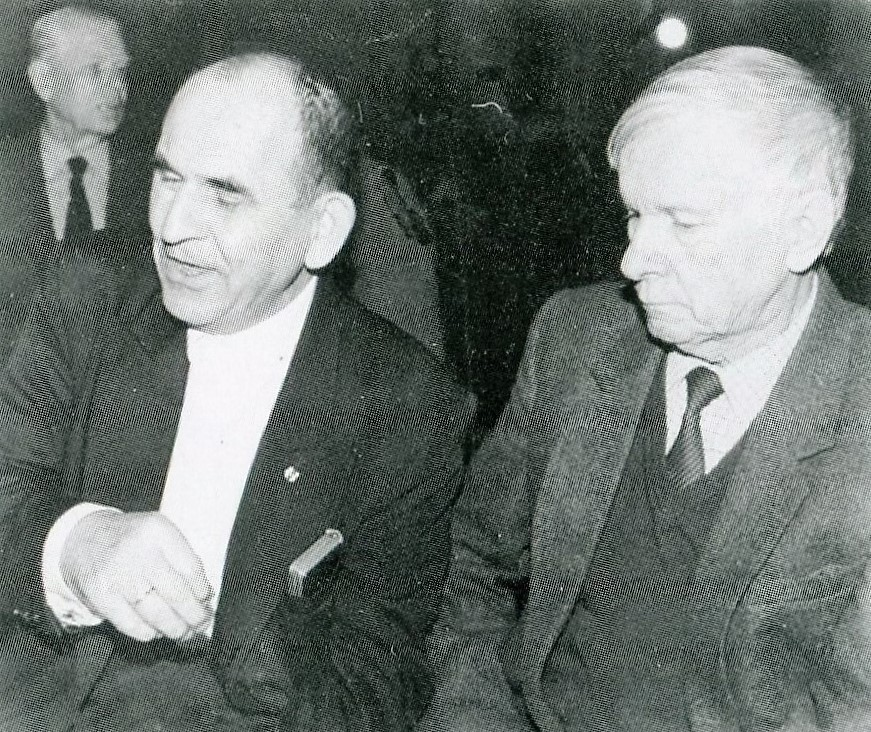
Сократ Янович и Василь Быков (5 октября 1996)

В 1988 году стал одним из учредителей Белорусского народного фронта. В 1988 году входил в состав Государственной комиссии по расследованию советских преступлений в Куропатах. В 1989 году избран народным депутатом СССР, вошёл в Межрегиональную депутатскую группу. Был президентом белорусского ПЕН-центра. В октябре 1990 года подписал «Римское обращение». В 1990—1993 годах — президент Объединения белорусов мира «Бацькаўшчына» (рус. Отечество). В октябре 1993 года подписал открытое «письмо сорока двух». На Президентских выборах 1994 года стал доверенным лицом Зенона Позняка. Рассуждая о проигрыше Позняка на выборах, писал, что в конце XX века белорусский народ «был занят не столько проблемой возрождения, сколько проблемой выживания». А. Лукашенко он охарактеризовал как «наглого, прагматичного директора совхоза, идеи которого были просты, как мычание коровы»: «Не обращая внимания на национальные принципы, Лукашенко кинулся к России, в первую очередь для того, чтобы выбить для себя поддержку, а также хлеб, бензин, газ, без которых невозможно было не только „возрождаться“, но и пережить зиму до весны».
Возглавил оргкомитет митинга, прошедшего 24 марта 1996 года, накануне подписания первых интеграционных соглашений Беларуси и России. Митинг стал частью «Минской весны». Партией-организатором митинга выступил Белорусский народный фронт.
С 1998 года жил за границей в политической эмиграции — вначале по приглашению ПЕН-центра Финляндии проживал в окрестностях Хельсинки, затем, получив приглашение ПЕН-центра ФРГ, переехал в Германию, а затем в Чехию. В период эмиграции приезжал на родину, но окончательно возвратился чтобы быть похороненным в родной земле, за месяц до смерти. Неоднократно выступал с резкой критикой Александра Лукашенко; считал, что для Беларуси предпочтительнее союз не с Россией, а с Западом.

### Смерть и похороны

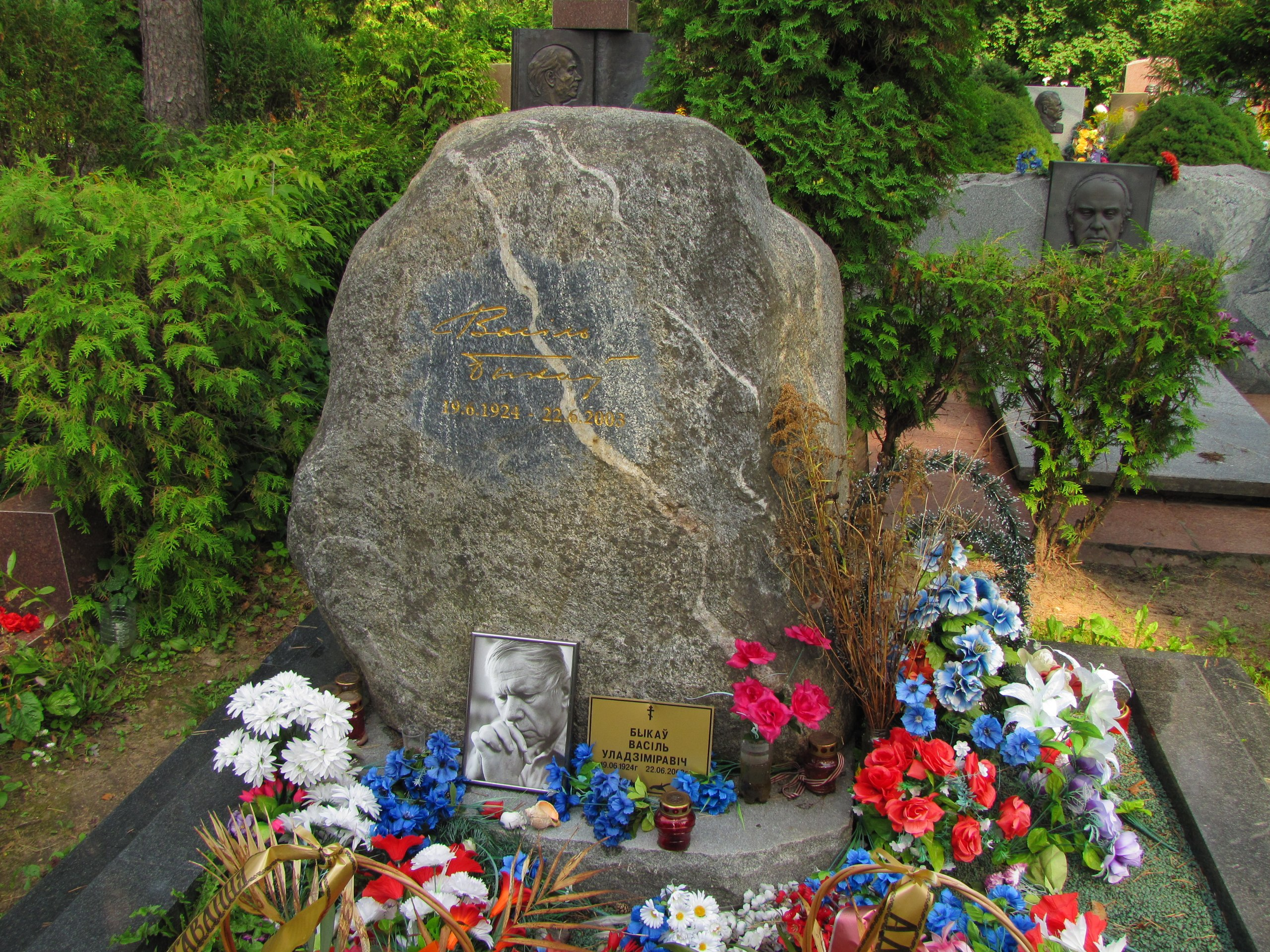
Могила В. Быкова на Восточном кладбище Минска

Быков умер 22 июня 2003 года (в 62-ю годовщину начала Великой Отечественной войны) от злокачественной опухоли желудка в реанимационном отделении онкологического госпиталя в Боровлянах, под Минском. Церемония прощания состоялась 25 июня в столичном Доме литератора, где писатель был отпет согласно обряду Грекокатолической церкви, причём гроб был накрыт бело-красно-белым флагом. После отпевания траурная процессия, число участников которой составило около 40 тысяч человек, направилась по проспекту Франциска Скорины (сегодня это проспект Независимости) к Восточному кладбищу, где Быков был похоронен на «Аллее знаменитых». Среди многочисленных делегаций, прибывших на похороны, были и российские писатели: Юрий Черниченко, Валентин Оскоцкий, Римма Казакова.
Президента Республики Беларусь Александра Лукашенко на похоронах не было: он совершал рабочий визит в Гомельскую область. Венок от имени главы государства был возложен к могиле Быкова, но с венка были оборваны ленты со словами «Президент».

## Творчество
Известность Василю Быкову принесла повесть «Третья ракета» (1961). Также в 1960-е годы опубликованы ставшие всемирно известными повести «Альпийская баллада», «Мёртвым не больно»; в 1970-е — «Сотников», «Обелиск», «Дожить до рассвета», «Пойти и не вернуться».
Повесть «Облава» была опубликована в журнале «Новый мир» в 1990 году.
Василь Быков — один из крупнейших представителей «лейтенантской прозы». По его словам, произведения этого литературного течения чуждались «псевдоромантики, псевдолиризма, стилевых изысков, иллюстративности», требовали от писателя «максимального углубления в социальность, нелицеприятного реализма», были особенно чувствительны к фальши, требовали высокого литературного мастерства.
Большинство своих произведений Василь Быков писал по-белорусски, многие из них сам переводил на русский. Тексты произведений на русском не являются «точными» переводами, одной из причин тому был тот факт, что цензура искажала русские версии в большей степени чем белорусские оригиналы (чтобы, например, не допустить быковского описания коллективизации). Проблеме двуязычности творчества Василя Быкова посвящена статья Алексея Вострова «На границе двух языков. Василь Быков», напечатанная в журнале «Вопросы литературы» № 2 за 2017 год.
Литературные труды Быкова переведены на 23 языка мира, однако первоисточником для перевода чаще всего становилась русскоязычная версия, хотя первичной для автора всегда была версия на родном белорусском языке.

## Произведения

### Повести
- Последний боец (бел. «Апошні баец», 1957)
- Журавлиный крик (бел. «Жураўліны крык», 1959)
- Фронтовая страница (бел. «Франтавая старонка», 1960)
- Третья ракета (бел. «Трэцяя ракета», 1961)
- Западня (бел. «Пастка», 1962)
- Альпийская баллада (бел. «Альпійская балада», 1963)
- Мёртвым не больно (бел. «Мёртвым не баліць», 1965)
- Проклятая высота (бел. «Праклятая вышыня», 1968)
- Круглянский мост (бел. «Круглянскі мост», 1968)
- Атака с ходу (бел. «Атака з ходу», 1968)
- Стужа (бел. «Сцюжа», 1969)
- Сотников (бел. «Сотнікаў», 1970)
- Обелиск (бел. «Абеліск», 1971)
- Дожить до рассвета (бел. «Дажыць да світання», 1972)
- Крутой берег реки (бел. «Круты бераг ракі», 1972)
- Волчья стая (бел. «Воўчая зграя», 1975)
- Его батальон (бел. «Яго батальён», 1975)
- Пойти и не вернуться (бел. «Пайсці і не вярнуцца», 1978)
- Знак беды (бел. «Знак бяды», 1982)
- Карьер (бел. «Кар'ер», 1985)
- Блиндаж (бел. «Бліндаж», 1987)
- В тумане (бел. «У тумане», 1987)
- Облава (бел. «Аблава», 1988)
- Полюби меня, солдатик (бел. «Пакахай мяне, салдацік», 1996)
- Афганец (бел. «Афганец», 1998)
- Волчья яма (бел. «Ваўчыная яма», 1998)
- Болото (бел. «Балота», 2001)

### Рассказы, сценарии, статьи, интервью
- На тропе жизни (бел. «На сцяжыне жыцця», 1958) — рассказ
- Эстафета (бел. «Эстафета», 1959) — рассказ
- Полководец (бел. «Палкаводзец», 1960) — рассказ
- Ход конём (бел. «Ход канём», 1960) — сборник рассказов
- Свои люди (бел. «Свае людзі», 1966) — рассказ
- На восходе солнца, (бел. «На ўзыходзе сонца», 1975) — сценарий фильма
- На крестах (бел. «На крыжах», 1992) — сборник статей и интервью
- Крестный путь (бел. «Крыжовы шлях», 1998) — сборник статей и интервью
- Ходоки (бел. «Пахаджане», 1999) — сборник рассказов
- Долгая дорога домой (бел. «Доўгая дарога дадому», 2002) — автобиография.

## Экранизации и постановки

### Художественные фильмы
- 1963 «Третья ракета», СССР, «Беларусьфильм», режиссёр Ричард Викторов — по одноимённой повести
- 1965 «Альпийская баллада»,СССР «Беларусьфильм», режиссёр Борис Степанов — по одноимённой повести
- 1966 «Западня», короткометражный, СССР, «Беларусьфильм», режиссёр Леонид Мартынюк — по одноимённой повести
- 1968 «Желаю удачи», короткометражный, СССР «Беларусьфильм» — по рассказу «Четвёртая неудача»
- 1975 «Долгие вёрсты войны» (1975), ТВ, СССР, «Беларусьфильм», режиссёр Александр Карпов, 3 серии:
  - «Журавлиный крик» — по одноимённой повести
  - «Атака с ходу» — по одноимённой повести
  - «На восходе солнца» — по одноимённому киносценарию
- 1975 «Дожить до рассвета», СССР, «Ленфильм», режиссёры Михаил Ершов, Виктор Соколов — по одноимённой повести
- 1975 «Волчья стая», СССР, «Беларусьфильм», режиссёр Борис Степанов — по одноимённой повести
- 1976 «Обелиск», СССР, «Киностудия имени М. Горького»,режиссёр Ричард Викторов   — по одноимённой повести
- 1976 «Восхождение», СССР, «Мосфильм», режиссёр Лариса Шепитько — по повести «Сотников»
- 1981 «Фруза», СССР «Беларусьфильм», режиссёр Вячеслав Никифоров — по рассказу «На тропе жизни»
- 1985 «Осколки войны[пол.]», Польша, режиссёры Анджей Барщанский и Ян Ходкевич   — по повестям «Круглянский мост» и «Третья ракета»
- 1986 «Знак беды», СССР «Беларусьфильм», режиссёр Михаил Пташук  — по одноимённой повести
- 1989 «Круглянский мост», СССР, «Беларусьфильм», режиссёр Александр Мороз  — по одноимённой повести
- 1989 «Одна ночь» «Беларусьфильм», режиссёр Владимир Колос— по одноимённому рассказу
- 1989 «Его батальон», 2 серии,«Беларусьфильм», режиссёр Александр Карпов  — по одноимённой повести
- 1990 «Карьер», «Мосфильм», режиссёр Николай Скуйбин  — по одноимённой повести
- 1992 «В тумане», Россия, «Союзтелефильм», режиссёр Сергей Линков  — по одноимённой повести
- 1992 «Пойти и не вернуться», Россия, Беларусь,  «Останкино» / «Беларусьфильм» — по одноимённой повести
- 1995 «На чёрных лядах», Беларусь, «Беларусьфильм», режиссёр Валерий Пономарёв — по рассказам «На чёрных лядах» и «Перед концом»
- 2003 «Отражение», короткометражный, Беларусь, «Беларусьфильм», режиссёр Андрей Голубев  — по рассказу «Одна ночь»
- 2008 «Обречённые на войну», Россия, «Кинопродвижение», режиссёр Ольга Жулина — по повести «Пойти и не вернуться»
- 2008 «Очная ставка», короткометражный, Россия, режиссёр Игорь Хомский — по одноимённому рассказу
- «Блиндаж» (2011) — по одноимённой повести
- «В тумане» (2012) — по одноимённой повести
- «Лейтенант» (2015) — по повести «Дожить до рассвета» и рассказу «Фронтовая страница»
- «Жёлтый песочек» (2017) — по одноимённому рассказу
- «Народные мстители» (2019) — по одноимённому рассказу

### Музыкальный театр
- Балет «Альпийская баллада» (1967, композитор Евгений Глебов — по одноимённой повести)
- Опера «Тропою жизни» (1980, композитор Генрих Вагнер — по повести «Волчья стая»)

### Радиоспектакли
- «Альпийская баллада» (1964) — по одноимённой повести (на белорусском языке)
- «Западня» (1965) — по одноимённой повести
- «Обелиск» (1974) — по одноимённой повести
- «Зося» (1980) — по повести «Пойти и не вернуться»
- «Карьер» (1987) — по одноимённой повести
- «В тумане» (1989) — по одноимённой повести (на белорусском языке)
- «Мёртвым не больно» (1990) — по одноимённой повести (на белорусском языке)
- «Его батальон» (2015) — по одноимённой повести
- «Пойти и не вернуться» (2015) — по одноимённой повести

### Литературные чтения
- «„Волчья стая“. Фрагменты повести» (1974). Читает Михаил Ульянов.
- «„Сотников“. Страницы повести» (1981). Читает Олег Ефремов.

## Награды
- Герой Социалистического Труда (1984).
- Орден Ленина (1984).
- Медаль «За боевые заслуги» (1951)[22]
- Орден Отечественной войны 1 степени (1985).
- Орден Дружбы народов (26 июля 1994, Россия) — за большой вклад в развитие современной литературы и активную общественную деятельность[23].
- Орден Трудового Красного Знамени (1974).
- Орден Красной Звезды (1945).
- Медаль Франциска Скорины (13 июля 1994, Белоруссия) — за значительный вклад в развитие белорусской литературы и искусства, в дело национального возрождения[24].
- Медаль «За победу над Германией в Великой Отечественной войне 1941—1945 гг.».
- Юбилейная медаль «Двадцать лет Победы в Великой Отечественной войне 1941—1945 гг.».
- Юбилейная медаль «Тридцать лет Победы в Великой Отечественной войне 1941—1945 гг.».
- Юбилейная медаль «Сорок лет Победы в Великой Отечественной войне 1941—1945 гг.».
- Юбилейная медаль «50 лет Победы в Великой Отечественной войне 1941—1945 гг.».

## Премии и почётные звания
- Ленинская премия (за повесть «Знак беды»; 1986)
- Государственная премия СССР (за повести «Дожить до рассвета» и «Обелиск»; 1974)
- Государственная премия БССР имени Якуба Коласа (за повести «Волчья стая», «Его батальон»; 1978)
- Литературная премия БССР имени Якуба Коласа (за повесть «Третья ракета»; 1964)
- Народный писатель БССР[источник не указан 1540 дней] (1980)
- Почётный гражданин Ушачского района[25][26]
- Премия «Триумф» (1999)

## Память
- Имя писателя носят улицы в Лельчицах, Ждановичах, Смолевичах[27], Фаниполе[источник не указан 1505 дней], Великой Северинке[28].
- На здании Витебской детской художественной школы № 1 (в этом здании с 1923 по 1941 год находилось Витебское художественное училище, где с 1939 по 1940 учился Василь Быков) установлена мемориальная доска[источник не указан 1802 дня].
- В школе украинского села Великая Северинка есть музей Василя Быкова[28].
- В 2004 году на родине писателя (в деревне Бычки) открылся Музей-усадьба Василя Быкова (филиал Ушачского музея народной славы имени Героя Советского Союза В. Е. Лобанка) —  Историко-культурная ценность Республики Беларусь, шифр 213Д000784[29].
- В 2014 году в дачном посёлке Ждановичи-6 открылся филиал Государственного музея истории белорусской литературы «Музей-дача Василя Быкова[бел.]»[30].
- В 2020 году на доме № 10 по улице Максима Танка в городе Минске, где жил Быков, была установлена посвящённая ему мемориальная доска[31].
- В 2020 году в украинском селе Великая Северинка была открыта мемориальная доска Василию Быкову[28].
- Памятник В. Быкову установлен в Ушачах (2021)[32], рядом — памятник Р. Бородулину.
- Имя Василия Быкова присвоено одной из улиц Могилёва (бел. вуліца Васіля́ Бы́кава; рус. улица Васи́лия Бы́кова)[33].

## Документалистика
- Документальный фильм. Режиссёр Виктор Дашук. Беларусьфильм, ТО "ЛЕТАПIС". 1985 г. Василь Быков. Восхождение.  50 мин. {{cite episode}}: |series= пропущен или пуст (справка)[34]
- Документальный фильм из цикла «Острова». Автор сценария и режиссёр Сергей Головецкий. Студия документального кинопоказа ГТРК "Культура". 2009 г (19 июня 2019). Василь Быков. Реквием.  44 мин. Россия-Культура. {{cite episode}}: |series= пропущен или пуст (справка)